# Bigot Fu Manxú

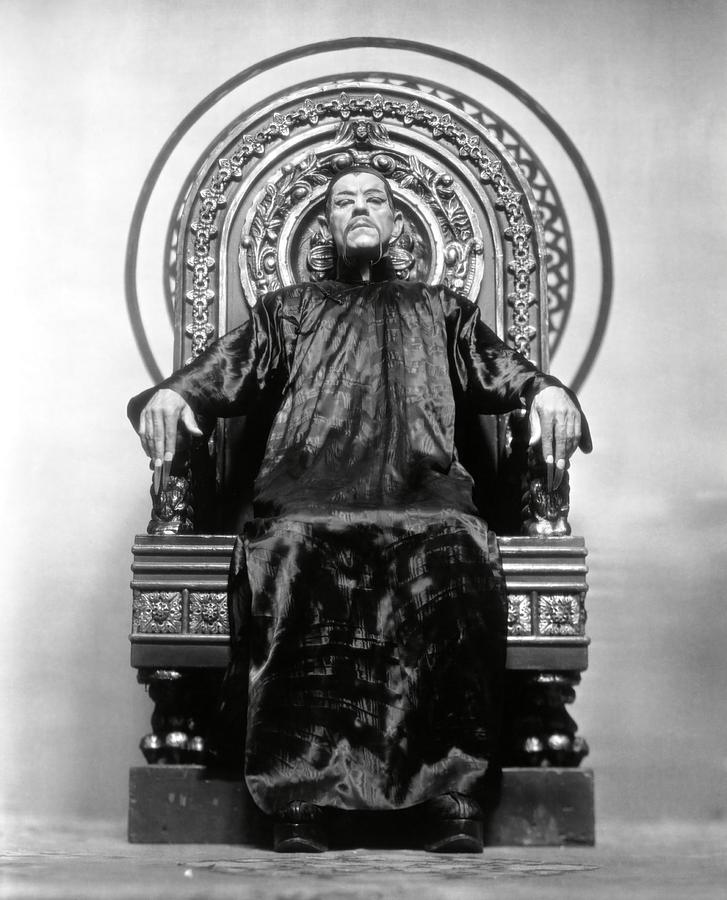
El bigot Fu Manxú, deu el seu nom al personatge homònim (interpretat per Boris Karloff a la pel·lícula de 1932 The Mask of Fu Manchu).

Un bigot Fu Manxú o simplement Fu Manchu, és un bigot recte i ple que s'estén des de sota del nas per damunt de les comissàries de la boca i que creix cap avall més enllà dels llavis i la barbeta ben afaitats en dos "tenrils" cònics, que sovint s'estenen més enllà de la línia de la mandíbula. Existeix una variant del Fu Manxú que inclou un tercer "tenrill" llarg que descendeix d'un xicotet tros des de la barbeta.
El bigot Fu Manxú deu el seu nom a Fu Manchu, un personatge de ficció creat per l'autor anglés Sax Rohmer, és caracteritzat pel bigot a les adaptacions cinematogràfiques de les històries de Rohmer. El Fu Manxú literari no portava bigot. El famós pèl facial va aparèixer per primera vegada a la sèrie britànica The Mystery of Dr. Fu Manchu (1929); esdevenint el bigot en una part integral de les representacions estereotipades cinematogràfiques i televisives dels antagonistes xinesos.
L'estil de cabell facial s'utilitza sovint per estereotipar l'ètnia asiàtica, més específicament la xinesa. Moltes caricatures de xinesos del segle XIX i principis del XX representen xinesos amb este tipus de pèl facial. El Fu Manxú és una categoria de competició al Campionat del Món de Barba i Bigot.

## Confusió amb bigot de ferradura de cavall
El Fu Manxú és semblant (i comunament confós amb) el bigot de ferradura (o "motorista"); la diferència entre els dos estils és que el Fu Manxú es conrea exclusivament a les cantonades del llavi superior, creant dos llargs "tendrills" que pengen més enllà de la zona de la boca i la barbeta ben afaitades. La ferradura consisteix simplement en fer créixer el cabell a banda i banda dels llavis i la barbeta juntament amb el bigot, creant així la forma d'U invertida o de ferradura, sense que cap cabell penge sobre la línia de la mandíbula.
Un veritable Fu Manxú és considerablement més difícil i més llarg de produir en comparació amb la ferradura; una publicació centrada en el bigot va considerar que "Probablement, no coneixeu ningú que porte un [autèntic] Fu Manxú".